# Takada Kentaro
Kentaro Takada (sinh ngày 13 tháng 4 năm 1983) là một cầu thủ bóng đá người Nhật Bản.

## Sự nghiệp câu lạc bộ
Kentaro Takada đã từng chơi cho Thespa Kusatsu.